# Édouard Berten
Édouard Berten, né à Ypres le 5 juin 1806 et mort à Cheratte le 12 mai 1887, est un général et ministre de la Guerre belge.

## Biographie

### Origines et vie privée
Édouard Félix Joseph Berten, né à Ypres le 5 juin 1806, est le fils de Pierre Berten, médecin, et de Marie Joséphine Aeben. Il épouse le 21 mai 1840 Adèle de Sarolea de Cheratte à Liège qui lui donne trois enfants.

### Révolution belge
Lorsque la révolution belge éclate en 1830, il se trouve à Gand et se rend à Bruxelles pour participer aux Quatre Jours de Bruxelles. Il est un des membres actifs du club des patriotes belges « Réunion centrale ». À 24 ans, il se joint ainsi à la colonne du colonel Pierre Rodenbach en qualité d'adjudant et se bat dans le parc de Bruxelles. Le premier jour de l'attaque, le 23 septembre 1830, il se rend auprès de l'état-major du prince Frédéric pour lui adresser une protestation des habitants de Bruxelles contre l'agression de l'armée. En octobre 1830, il lutte avec les volontaires belges à la bataille de Walem contre les troupes du prince Frédéric d'Orange Nassau venus prêter main-forte aux orangistes.

### Carrière militaire
Il entre ensuite dans l'armée belge avec le grade de capitaine de cavalerie au 1er régiment de Chasseurs à cheval. En décembre 1836, il devient officier d'ordonnance du général Magnan. En 1849, il est colonel commandant du 2e régiment de Lanciers puis en 1853 du régiment des Guides. Il est général-major commandant la 1ère brigade de la 1ère division de cavalerie lorsque Charles Rogier fait appel à lui en novembre 1857 comme ministre de la Guerre dans le gouvernement Rogier II. Il défend le projet des fortifications d'Anvers comme son prédécesseur le baron Greindl mais échoue comme lui devant l'obstruction de la Chambre des représentants. Le 6 avril 1859, il présente sa démission et est remplacé par le général Chazal. Il prend alors successivement le commandement de la province de Limbourg, d'une brigade de cavalerie et devient ensuite inspecteur général de la gendarmerie. En octobre 1868, il est nommé lieutenant-général, grade le plus élevé dans la hiérarchie militaire belge. En septembre 1871, il est admis à la retraite.
Édouard Berten faisait partie de la franc-maçonnerie.
À la suite de son décès au château de Cheratte le 12 mai 1887, les funérailles sont organisées dans cette localité.

## Distinctions
- Grand officier de l'ordre de Léopold en août 1871 (Belgique).
- Croix de fer (Belgique).
- Croix militaire (Belgique).
- Grand cordon de l'ordre du Sauveur de Grèce.

## Sources
- Jean-Luc De Paepe en Christiane Raindorf-Gérard, Het Belgisch Parlement, 1831-1896, Brusse, 1996.
- E. Toebosch, Het parlement anders bekeken, Academia Press, 2006.